# Telaranea fernandeziensis
Telaranea fernandeziensis là một loài rêu tản trong họ Lepidoziaceae. Loài này được (Stephani) J.J. Engel & G.L. Merr. miêu tả khoa học lần đầu tiên năm 1999.